# TTF Liebherr Ochsenhausen

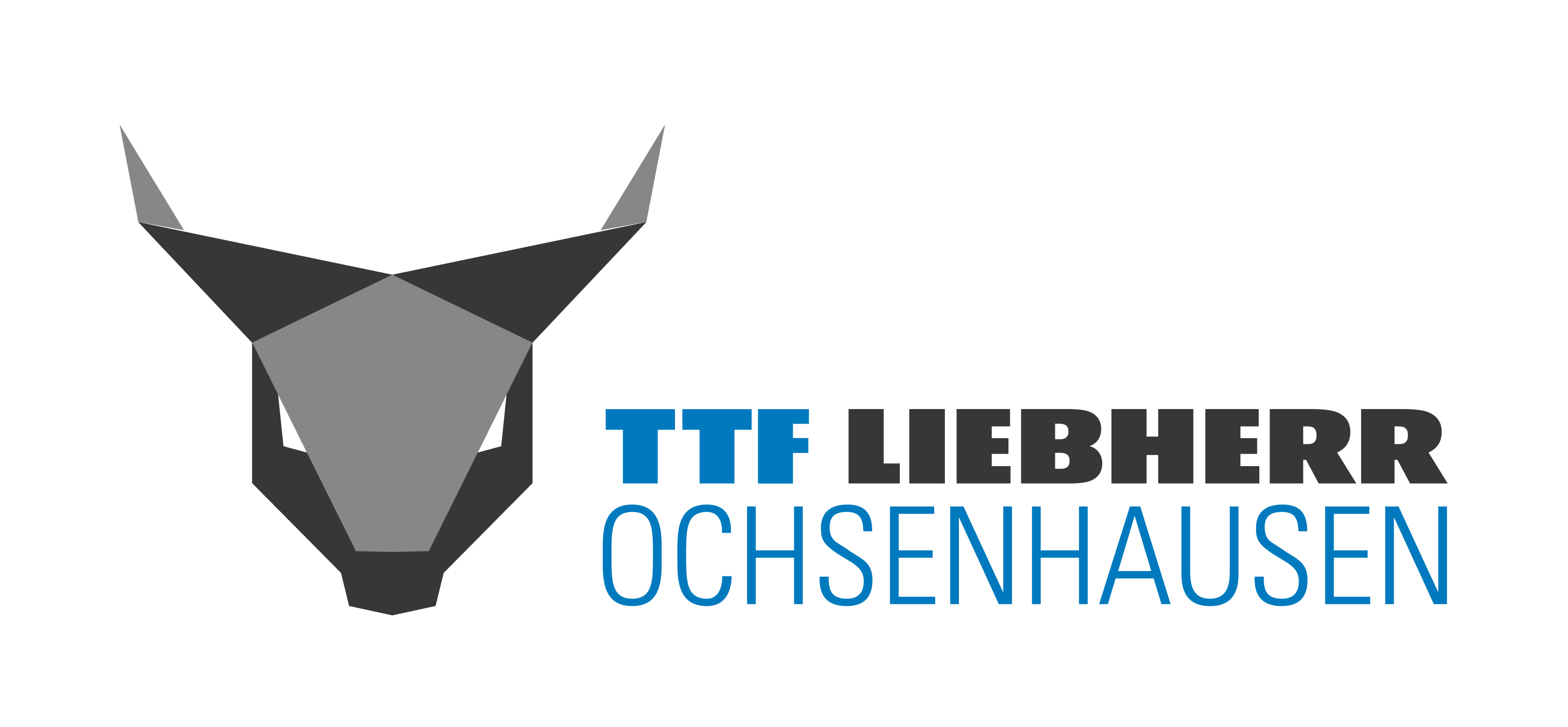
Logo TTF Liebherr Ochsenhausen

TTF Liebherr Ochsenhausen is een Duitse tafeltennisclub uit Ochsenhausen die in 1956 werd opgericht. Haar hoogste mannenteam speelt in de hoogste tafeltenniscompetitie van Duitsland, de Bundesliga. Ochsenhausen won in de seizoenen 1995/96 en 1996/97 twee keer achter elkaar de ETTU Cup. In beide gevallen was de finale een Duits onderonsje, de eerste keer met TSV Maxell Heilbronn-Sontheim en een jaar later met TTC Zugbrücke Grenzau.
Ochsenhausen bereikte met een ploeg bestaande uit Chuang Chih-yuan, Adrian Crişan en Tiago Apolónia in het seizoen 2008/09 voor het eerst de finale van de European Champions League. Daarin moest het aantreden tegen landgenoot Borussia Düsseldorf. Hoewel Ochsenhausen de eerste ontmoeting met 2-3 won, verloor het vervolgens thuis met 0-3, waardoor Düsseldorf toernooiwinnaar werd.

## Prijzenkast
- Winnaar ETTU Cup: 1996, 1997
- Verliezend finalist European Champions League 2008/09
- Duits landskampioen: 1997, 2000, 2004
- Winnaar Duitse nationale beker: 2002, 2003, 2004

## Selectiespelers
Onder meer de volgende spelers speelden minimaal één wedstrijd voor het vertegenwoordigende team van Liebherr Ochsenhausen:
| - Tiago Apolónia - Mihai Bobocica - Chuang Chih-yuan - Leung Chu Yan - Constantin Cioti - Adrian Crişan - Peter Franz | - Pär Gerell - Fredrik Håkansson - Ovidiu Ionescu - Kalinikos Kreanga - Fjodor Koezmin - Kostadin Lengerov - Dmitri Mazoenov | - João Monteiro - Jindřich Panský - Jörgen Persson - Aleksej Smirnov - Ma Wenge - Hugo Calderano |